# Juegos Bolivarianos 2029
Los XXI Juegos Bolivarianos se realizaran en el año 2029.

## Ciudades propuestas
- Valles del Tuy: el Comité Olímpico Venezolano (COV) presentó la propuesta de Valles del Tuy para albergar la sede de los juegos.[1]
- La Paz: en una conferencia de prensa, el alcalde Iván Arias anunció la intención de postular a la ciudad de La Paz para ser sede de los XXI Juegos Bolivarianos asimismo se presentó al comité impulsor de la candidatura. La Paz anunció que busca impulsar el deporte en la ciudad, renovar sus instalaciones deportivas y buscar mejorar la visibilidad de la ciudad.[2] Se estima invertir en 80 millones de bolivianos que se destinara en gran parte para remodelar las instalación deportivas asimismo se planea la participación de El Alto como subsede.[3]